# Maďarská mužská reprezentace ve vodním pólu

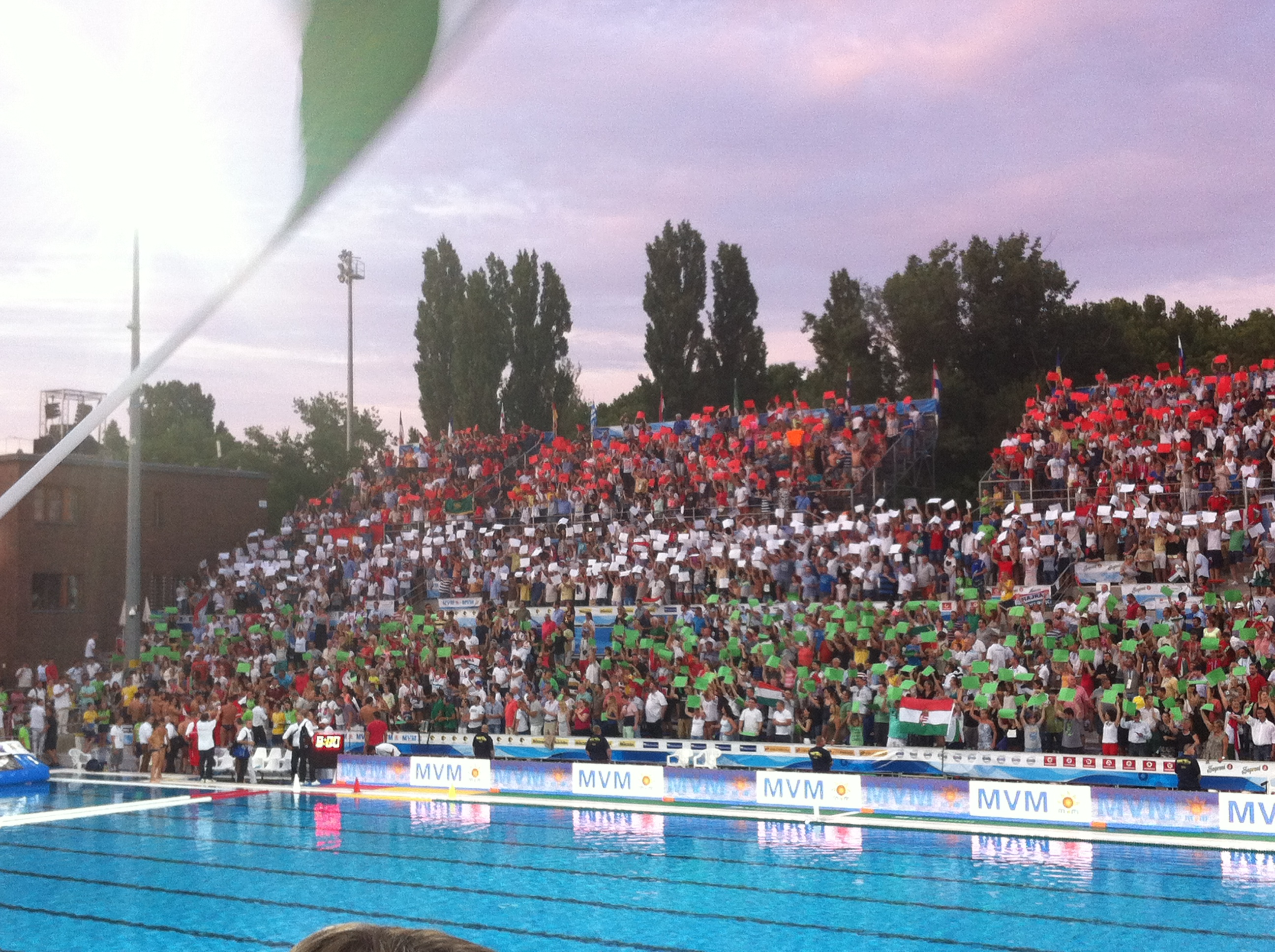
Fanoušci maďarské reprezentace

Maďarská mužská reprezentace ve vodním pólu je národní tým Maďarska reprezentující ho v mezinárodních soutěžích vodního póla. Patří k nejúspěšnějším reprezentacím v tomto sportu. Devětkrát vyhrála olympijský turnaj, třikrát mistrovství světa a třináctkrát mistrovství Evropy. Z olympiád má celkem 16 medailí. Zúčastňuje se jich od roku 1912 a jen šestkrát od té doby nestanula na stupních vítězů. Ze 34 účastí na evropském šampionátu ji minulo medailové umístění jen osmkrát. Často připomínaný je především olympijský triumf na hrách v Melbourne roku 1956, které se konaly krátce po sovětské invazi do Maďarska, jež udusila maďarskou revoluci. Maďarští pólisté tehdy porazili Sovětský svaz v legendárním vypjatém zápase, který vstoupil do dějin po názvem Melbournská krvavá lázeň. Oporami tohoto týmu byli především Dezső Gyarmati a György Kárpáti. Gyarmati se zúčastnil celkem pěti olympiád (1948–1964), stejně jako Tibor Benedek (1992–2008) a Tamás Kásás (1996–2012). Gyarmati je též medailovým rekordmanem, s pěti olympijskými medailemi - třemi zlatými, jednou stříbrnou a jednou bronzovou. Benedek je nejlepším maďarským olympijským střelcem (65 branek), stejně jako rekordmanem v počtu startů za reprezentaci (384 zápasů).